# No Daddy
"No Daddy" jest drugim singlem z debiutanckiego albumu Teairra Marii zatytułowanego Roc-A-Fella Presents: Teairra Mari. Piosenka o wyczuwalnych wpływach stylu Hip-Hop szybko zdobyła sobie popularność wśród widzów MTV, osiągając pozycję numer #4 na liście przebojów tej stacji telewizyjnej. Ten utwór jest drugim rozpoznawalnym hitem Teairry do dzisiaj, ale sama piosenka bez teledysku nie zdobyła takiej popularności. Pomimo debiutu na miejscu #84 na liście Hot R&B/Hip-Hop Songs osiągnęła zaledwie miejsce #29 na liście Hot R&B/Hip-Hop Singles Sales. 
1. Main Version 3:50
2. Radio Edit 3:33
3. Remix (gościnnie Eve) 4:02
4. Dance Mix (gościnnie Jay-Z & Shawnna) 5:44
5. Remix 4:02